# O Uso do Conhecimento na Sociedade
O Uso do Conhecimento na Sociedade (do inglês: The Use of Knowledge in Society) é um artigo acadêmico escrito pelo economista Friedrich Hayek, considerado um dos mais importantes no campo da economia moderna. Foi publicado pela primeira vez na edição de setembro de 1945 da The American Economic Review.
Escrito (junto com The Meaning of Competition ) como uma refutação ao colega economista Oskar R. Lange e seu endosso por uma economia planificada, foi incluído entre os doze ensaios do livro Individualismo e ordem econômica de Hayek, de 1948.

## Argumento
O artigo de Hayek argumenta contra o estabelecimento de um Conselho Central de Preços (defendido por Lange), destacando a natureza dinâmica e orgânica das flutuações de preços de mercado e os benefícios desse fenômeno. Ele afirma que uma economia planejada centralmente nunca poderia igualar a eficiência do mercado aberto porque o que é conhecido por um único agente é apenas uma pequena fração da soma total do conhecimento detido por todos os membros da sociedade. Uma economia descentralizada complementa assim a natureza dispersa da informação espalhada por toda a sociedade. Nas palavras de Hayek, "O maravilhoso é que, num caso como o de uma escassez de matéria-prima, sem que seja dado algum comando, sem que mais de uma pessoa saiba a causa, dezenas de milhares de pessoas, cuja identidade não poderia ser determinada mesmo após meses de investigação, são levadas a usar a matéria-prima ou seus produtos de maneira mais moderada; isto é, elas se movem na direção correta." O artigo também discute os conceitos de 'equilíbrio individual' e a noção de Hayek da divisão entre informação útil e praticável versus aquela que é puramente científica ou teórica.

## Recepção
Considerada como uma obra primordial, "O Uso do Conhecimento na Sociedade" foi um dos artigos mais elogiados e citados do século 20. O artigo conseguiu convencer os membros da Comissão Cowles (o alvo pretendido de Hayek) mudando a ideia sobre a possibilidade de uma economia planejada e, ao mesmo tempo, derrotar o argumento de Oskar Lange de que o socialismo poderia resolver o problema do cálculo econômico. A Obra foi também recebida positivamente pelos economistas Herbert A. Simon, Paul Samuelson e Robert Solow.

## Influência
Jimmy Wales, co-fundador da Wikipedia, cita "The Use of Knowledge in Society", que ele leu como estudante de graduação, como "central" para seu pensamento sobre "como gerenciar o projeto Wikipedia". Hayek argumentou que a informação é descentralizada – que o conhecimento é disperso de forma desigual entre os diferentes membros da sociedade – e que, como resultado, as decisões são mais bem tomadas por quem tem conhecimento local e não por uma autoridade central. O artigo também "preparou o cenário" para o uso posterior de modelos do ramo da matemática aplicada da teoria dos jogos. O artigo influenciou vitalmente o economista Thomas Sowell e serviu de inspiração para escrever sua obra Conhecimento e Decisões. O economista sueco Assar Lindbeck, que presidiu o comitê de premiação do Prêmio Nobel de Ciências Econômicas, testemunhou que "O Uso do Conhecimento na Sociedade" foi o trabalho que esclareceu as "vantagens do bom funcionamento dos mercados".